# تاریخ اورشلیم

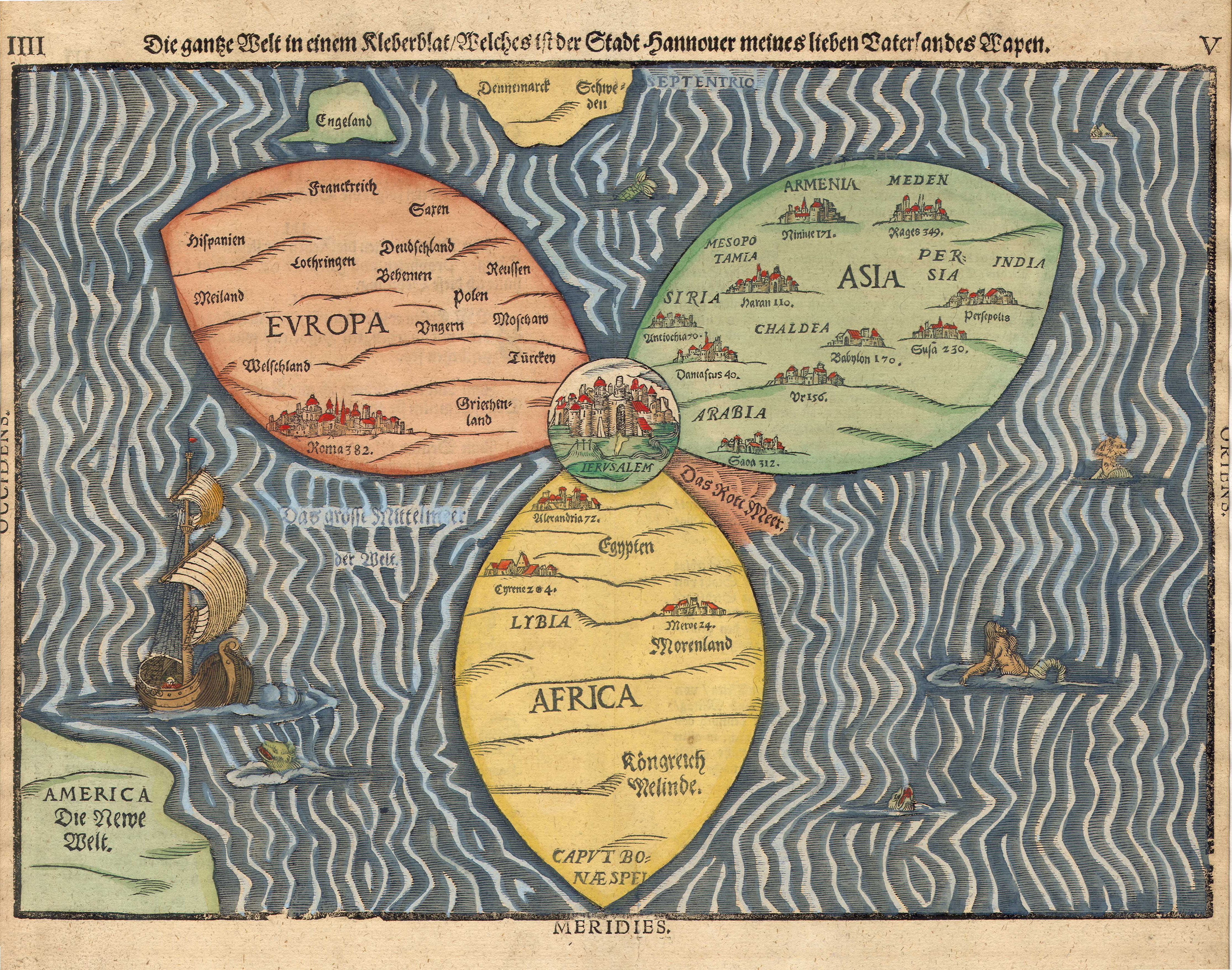
نقشهٔ مپا موندی به شکل گُلِ سه‌برگ از جهان که در سال ۱۵۸۱ میلادی توسط هنریش بونتینگ ترسیم‌شد. در نقشه، مرکز دنیا شهر مُقدس اورشلیم است.

در طول تاریخ طولانی اورشلیم، این منطقه دو بار ویران شده، ۲۳ محاصره شده و ۵۲ بار مورد حمله قرار گرفته و ۴۲ بار تسخیر شده و باز پس گرفته شده‌است.
قدیمی‌ترین قسمت شهر چهار هزار سال پیش از میلاد ساخته شده و این امر آن را به یکی از قدیمی‌ترین شهرهای تاریخ بشریت تبدیل کرده‌است.

## دوران باستان

### نخستین دورهٔکنعانیان
آثار باستانی نشان می‌دهند که منطقه اورشلیم حدود ۴۰۰۰ سال قبل از میلاد مورد استفاده قرار گرفته‌است. ریشه لغت ش-ل-م در نام اورشلیم یا به واژه سامی صلح مربوط است یا مربوط به خدای باستانی شلیم در دین کنعانیان است.
این منطقه در گذشته جزو منطقه اوگاریت بوده است که با تاثیر پذیری از خدایان سومری بودند چون سومریها دارای اولین صنعت چاپ بودند و خدایانی داشتند که میتوانستند توسط لوح های گلی ثبت شده خدایان خود را به دیگر اقوام انتقال دهند، مردم اوگارت خدایانی مشابه سومر داشتند. خدای اصلی انها ال نام داشته است که مشابه خدای آنو سومریها بوده است، ال دو پسر به نامهای شاهر و شالیم داشته است، شاهر خدای طلوع (خدای شروع کار، جنگ، فعالیت، باروری و غیره) و شالیم خدای غروب (صلح، استراحت، ارامش، دوستی وغیره) بودند، نام اورشلیم از خدای صلح یعنی شالیم گرفته شده که اورشلیم در واقع یوروشلیم است یعنی به طرف خدای صلح، در عربی کلمات سلام، تسلیم، سلم، اسلام همگی از شالیم برگرفته شده است. حتی کلمه سلام که در زبان عبری(زبان اصلی منطقه اورشلیم) شالام گفته میشود نیز از خدای شالیم گرفته شده است. 

### کنعانیان و پادشاهی نوظهورمصر
در حدود سال ۱۷۰۰ قبل از میلاد کنعانیان در منطقه شرقی اورشلیم دیوارهای بزرگی برای محافظت از خود ساختند. در حدود سال ۱۵۰۰ قبل از میلاد اورشلیم تحت کنترل مصریان درآمد؛ ولیکن قدرت مصریان پس از مدتی کم شد و در حدود سال ۱۲۰۰ قبل از میلاد مصریان شکست خوردند.

### دوران استقلالاسرائیلویهودا
بر اساس کتاب مقدس در حدود  هزار سال  قبل از میلاد داوود پادشاه یهودیان به اورشلیم حمله کرد و آن را تسخیر نمود. از این زمان اورشلیم شهر داوود نام گرفت و پایتخت کشور اسرائیل شد. کتاب سموئل شرح تسخیر شهر اورشلیم توسط داوود را بیان می‌کند. بر اساس کتاب مقدس سلیمان پسر داوود در شهر اورشلیم معبدی عظیم بنا کرد. معبد بخش مهمی از فرهنگ منطقه شد. وقتی پادشاهی شمالی اسرائیل و پادشاهی یهودا از یکدیگر جدا شدند اورشلیم به پایتخت پادشاهی یهودا تبدیل شد. در حدود سال ۹۲۵ قبل از میلاد مصریان به اورشلیم حمله کردند و اورشلیم مورد تسخیر قرار گرفت. در این زمان قدرت اورشلیم کم شده بود و فلسطین، اعراب و اتیوپیها به اورشلیم حمله کردند و آن را تسخیر نمودند.

### دوران امپراتوری‌های جدیدآشورو بابل
اورشلیم به مدت ۴۰۰ سال پایتخت پادشاهی یهودا بود. در حمله آشوریان در سال ۷۰۱ قبل از میلاد اورشلیم توانست از خود دفاع کند. در این زمان پادشاهی شمالی اسرائیل مورد تسخیر آشوریان قرار گرفت. در سال ۵۹۷ قبل از میلاد اورشلیم توسط بابلیان مورد محاصره قرار گرفت. نبوکدنصر سرانجام اورشلیم را تسخیر کرد و پادشاه یهودیان زدکیا را اسیر نمود. بابلیان معبد سلیمان را سوزاندند و دیوارهای شهر را تخریب کردند.

### دورهامپراتوریایرانیان(هخامنشیان)

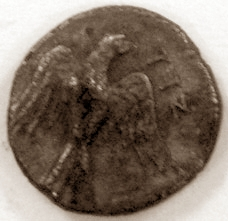
سکه نقره یهود از دورهٔ ایرانیان

بر اساس کتاب مقدس و استوانه کورش، پارسیان به بابل وارد شده و یهودیان را آزاد نمودند. کوروش بزرگ پس از فتح بابل به یهودیان اجازه داد که به اورشلیم بازگردند و معبد خود را بازسازی کنند. در این زمان کوروش طلا و نقره و وسائل زیادی به آنان کمک نمود و اجازه داد اشیای دزدیده شده معبد را نیز به اورشلیم بازگردانند. بازسازی اورشلیم تحت نظر عزرا، نحمیا و حجی آغاز شد و در زمان داریوش بزرگ به سرانجام رسید.

## قرون وسطی

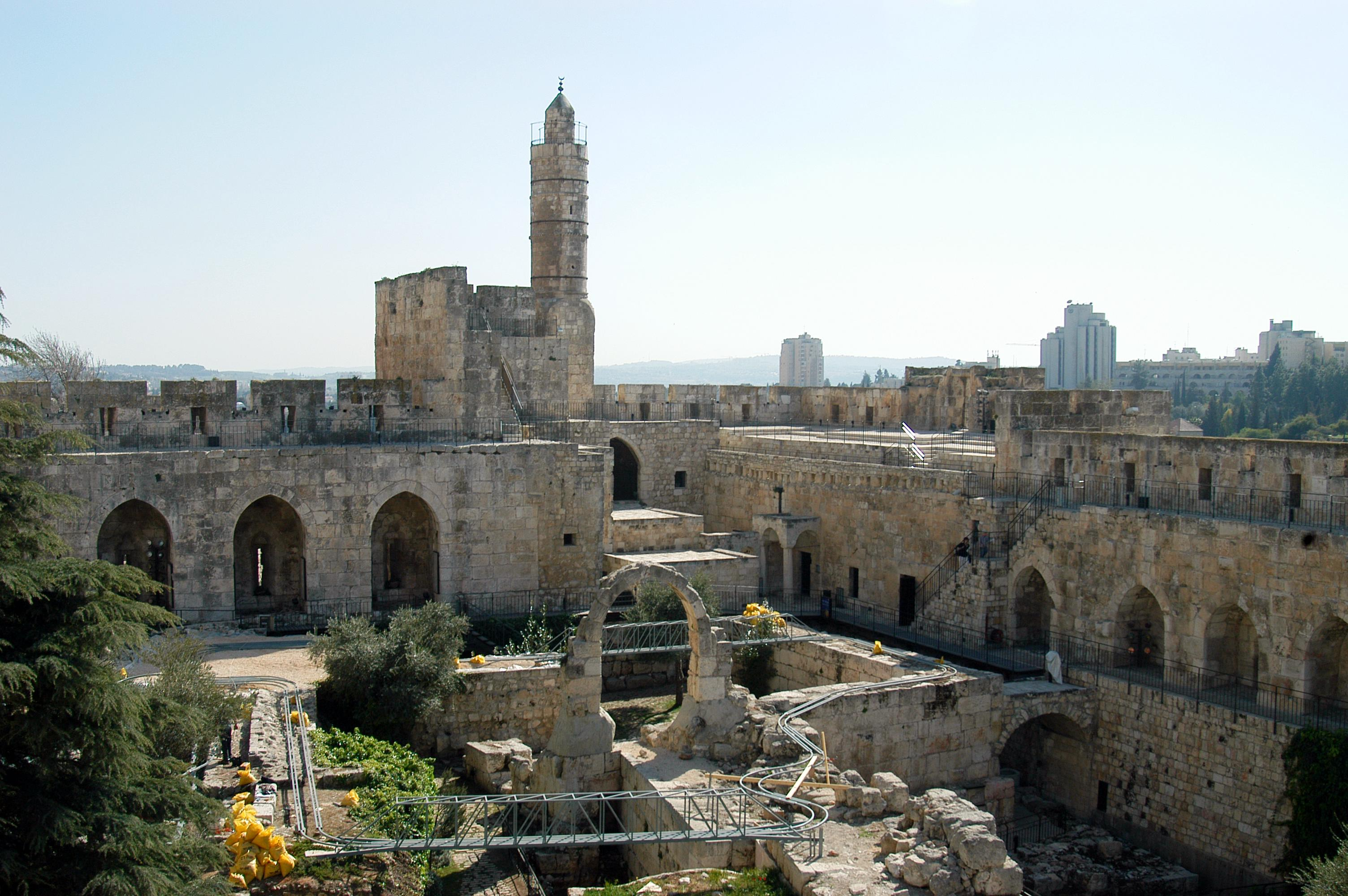

در دوران وسطی جایگزینان اسکندر مقدونی بر اورشلیم حاکم شدند. تأثیر یونانی از این زمان بر اورشلیم ایجاد شد. بسیاری یهودیان یونانی شده و اسامی یونانی برگزیدند. بعضی یهودیان شورش کرده و پادشاهی هاسمونیان را ایجاد کردند. در سال ۳۷ قبل از میلاد هرود بزرگ به اورشلیم حمله کرد و آن را تسخیر نمود. هرود به عنوان نماینده امپراتوری روم بر اورشلیم حاکم بود. او معبد یهودیان را بازسازی نمود. بعد از مرگ هرود رومیان به‌طور مستقیم بر اورشلیم حاکم شدند. در این زمان شورشهایی علیه روم درگرفت تا اینکه تیتوس در سال ۷۰ میلادی اورشلیم را تسخیر کرد و برای تنبیه یهودیان معبد آنان را نابود نمود. در قرن اول میلادی اورشلیم به زادگاه دین جدید مسیحیت تبدیل شد و یهودیان و یونانیان زیادی شروع به مسیحی شدن کردند. هادریان امپراتور روم دستور داد که اورشلیم به صورت یک شهر بتپرست بازسازی شود. دستورهای او باعث شورش یهودا مکابی شد که سرانجام این شورش در سال ۱۳۲ میلادی شکست خورد. در ۱۵۰ سال بعد اورشلیم به یک شهر بی‌اهمیت بت‌پرست تبدیل شد.

## دوران اسلامی
قرآن به صورت مستقیم از لغت اورشلیم استفاده نمی‌کند. بر اساس داستان معراج محمد در شب معراج به اورشلیم رفته و از آنجا به بهشت برده می‌شود. عمر بن خطاب به کمک کعب الاحبار اورشلیم را فتح کرد و محل معبد را که در آن زمان زباله دان بود پاکسازی نمود. او مسجد الاقصی و قبه الصخره را در محل معبد بنا نمود. در قرن ۱۱ میلادی خلیفه فاطمی الحکیم به اورشلیم مسلط شد و دستور داد تمامی کلیساها را نابود کنند. ناصر خسرو بازدید کننده ایرانی در سال ۱۰۴۷ میلادی از اورشلیم بازدید کرده و آن را توصیف می‌کند. در سال ۱۰۹۹ میلادی جنگجویان صلیبی اورشلیم را تصرف کردند. صلیبیان تمامی مسلمانان و یهودیان اورشلیم را قتل‌عام کردند. در سال ۱۱۸۷ میلادی صلاح الدین ایوبی اورشلیم را فتح کرد. در سال ۱۱۷۳ میلادی بنیامین تودلایی از اورشلیم بازدید کرد. در سال ۱۲۴۳ میلادی مسیحیان دوباره اورشلیم را به دست آوردند. در سال ۱۵۱۷ میلادی ترکان عثمانی اورشلیم را فتح کردند. سلیمان دستور داد که اورشلیم بازسازی شود.

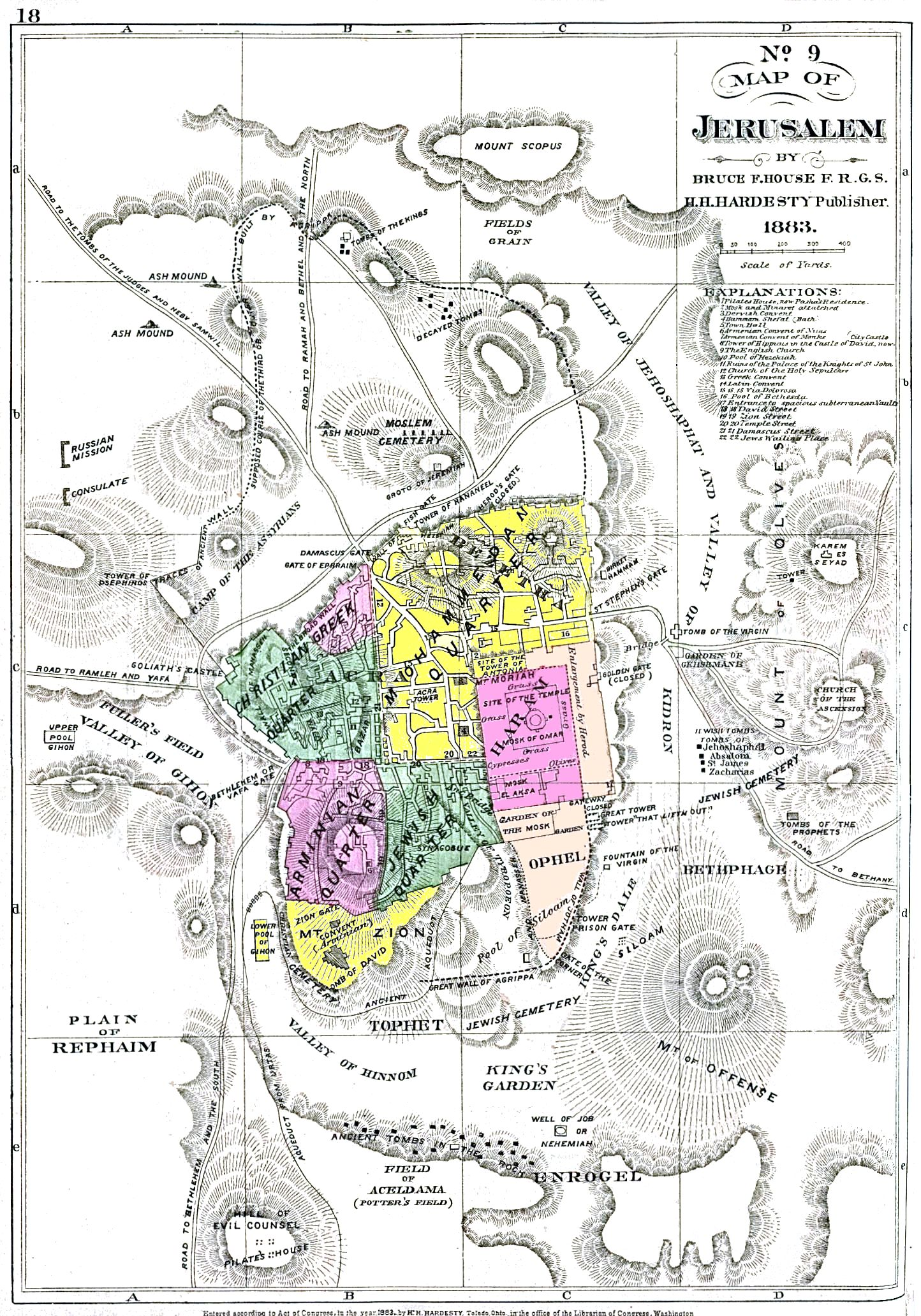
نقشه اورشلیم در ۱۸۸۳

## دوران مدرن

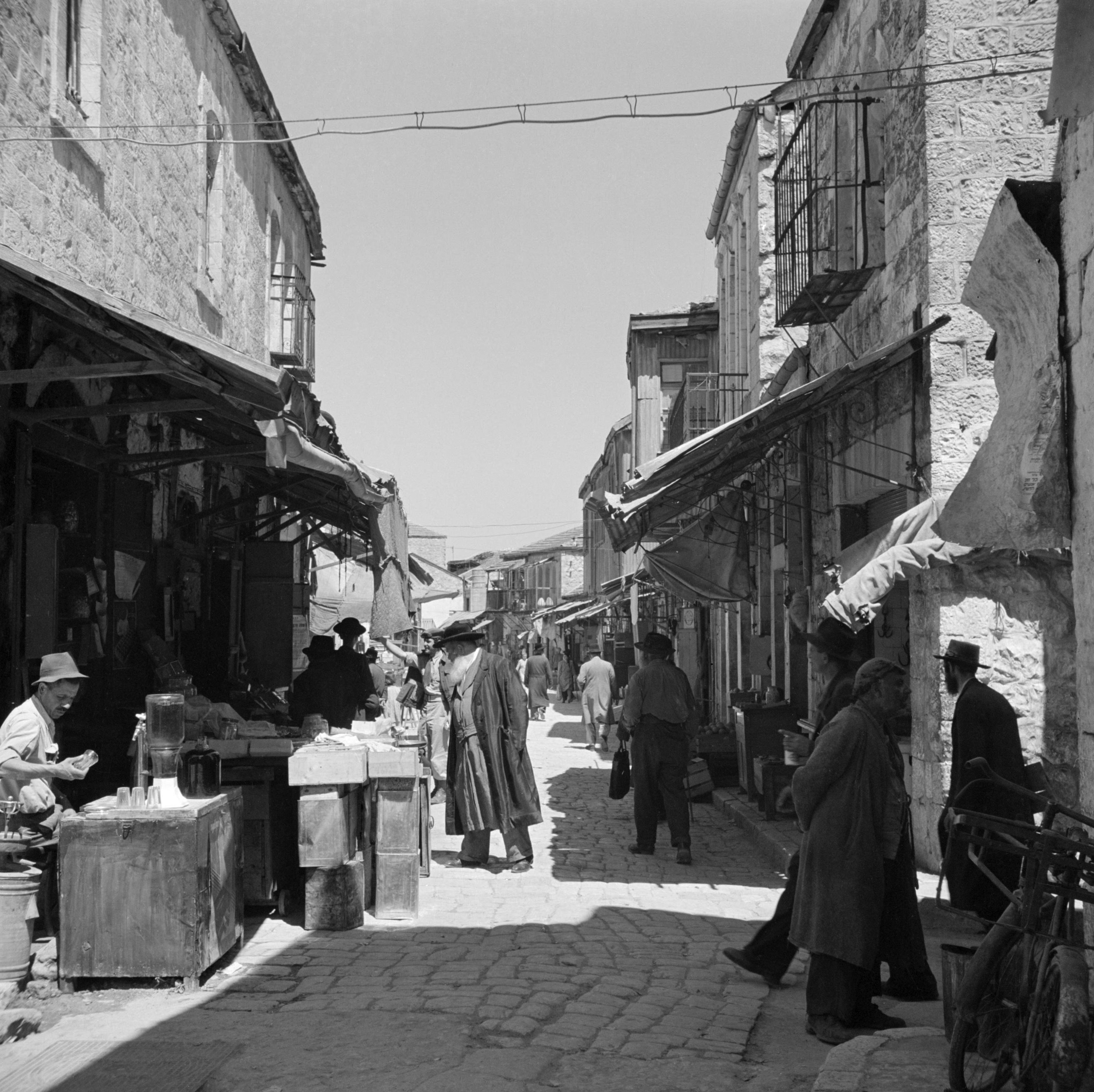
نگاره‌ای از خیابان پر جنب و جوش مِئا شِعَریم (en) در بخش باستانی شهر اورشلیم، به‌تاریخ آوریل ۱۹۴۸ میلادی.

در قرن ۱۹ میلادی قدرت امپراتوری عثمانی رو به زوال نهاد. بعد از شکست عثمانی در جنگ جهانی اول انگلستان کنترل اورشلیم را در دست گرفت. ژنرال ادموند آلنبی در سال ۱۹۱۷ وارد اورشلیم شد. در زمان حکومت انگلستان درگیریهای زیادی بین اعراب و یهودیان در اورشلیم درگرفت. در زمان جنگ جهانی دوم موج زیادی از یهودیان از اروپا وارد اورشلیم شدند. در سال ۱۹۴۷ میلادی سازمان ملل دستور به تجزیه منطقه به دو کشور اسرائیل و فلسطین را داد. بعد از این دستور درگیریها بر سر اورشلیم شدت گرفت. در سال ۱۹۶۷ و بعد از جنگ شش روزه اسرائیل کنترل اورشلیم را به دست آورد. این اولین باری بود که در دوهزار سال اخیر کنترل شهر مجدداً به دست یهودیان افتاده بود.